# Ectadia obsolescens
Ectadia obsolescens är en insektsart som beskrevs av Liu, C., Kang och Xiangwei Liu 2004. Ectadia obsolescens ingår i släktet Ectadia och familjen vårtbitare. Inga underarter finns listade i Catalogue of Life.